# (100708) 1998 BL17
(100708) 1998 BL17 es un asteroide perteneciente al cinturón de asteroides descubierto el 22 de enero de 1998 por el equipo del SpacewatchFALSO desde el Observatorio Nacional de Kitt Peak, Arizona, Estados Unidos.

## Designación y nombre
Designado provisionalmente como 1998 BL17.

## Características orbitales
1998 BL17 está situado a una distancia media del Sol de 2,701 ua, pudiendo alejarse hasta 2,938 ua y acercarse hasta 2,464 ua. Su excentricidad es 0,087 y la inclinación orbital 7,876 grados. Emplea 1621,68 días en completar una órbita alrededor del Sol.

## Características físicas
La magnitud absoluta de 1998 BL17 es 15,2. 